# Rio Arșița Închisă
O Rio Arşiţa Închisă é um rio da Romênia afluente do rio Agapia, localizado no distrito de Neamţ.